# Robyn Byrne
Robyn Byrne (* 23. Mai 1997 in Blanchardstown, County Fingal) ist eine irische Dartspielerin. Mit zwei Titeln auf der Women’s Series und einigen Turniersiegen im WDF- und BDO-Bereich gehört sie zu den erfolgreichsten Dartspielerinnen ihres Landes.

## Karriere
Robyn Byrne feierte ihre ersten internationalen Erfolge beim WDF Europe Cup Youth 2014, wo sie sowohl das Einzel als auch, gemeinsam mit Leeah Fox, das Doppelturnier gewinnen konnte. Auch das World Masters entschied sie dank eines 4:0-Sieges gegen Beau Greaves für sich. Nachdem die Irin auch auf der PDC Development Tour für kurze Zeit aufgetreten war, nahm sie als Teil des irischen Nationalteams 2015 erstmals am WDF World Cup teil und gewann mit Caroline Breen die Bronzemedaille im Doppel. Noch eine Runde weiter ging es zwei Jahre darauf, als sich die Irinnen lediglich dem russischen Team geschlagen geben mussten. Beim Europe Cup 2018 erreichte Byrne nach Siegen über beispielsweise Deta Hedman und Rhian Griffiths das Finale, wo sie mit 4:7 der Schweizerin Fiona Gaylor unterlag.
Mit der Einführung der PDC Women’s Series im Oktober 2020 war Byrne wieder bei Turnieren der PDC am Start. Erstmals ins Viertelfinale ging es beim letzten Turnier der Turnierserie 2021, im März 2022 erreichte sie weiterhin ihr erstes Finale, was mit 3:5 gegen Lisa Ashton verloren ging. Neben zwei weiteren Finalniederlagen gegen Beau Greaves und Fallon Sherrock sicherte sich Byrne im Mai 2023 dank eines 5:1-Sieges über Laura Turner schließlich auch ihren ersten Titel. Dies führte zur erstmaligen Qualifikation für das World Matchplay in Blackpool, wo sie Rhian O’Sullivan mit 4:3 niederrang und im Halbfinale knapp Beau Greaves unterlag. Auch beim WDF World Cup war die Irin wieder am Start. Während sie im Einzel unter den letzten 32 gegen Paula Murphy verlor, erreichte die irische Mannschaft um Byrne, Katie Sheldon, Aoife McCormack und Caroline Breen das Finale und konnte dies dank eines 9:7 über Wales überraschend für sich entscheiden.
Ende September nahm Byrne für Irland beim WDF Europe Cup 2024 teil. Sie gewann dabei die Goldmedaille im Einzel, nachdem sie sich im Finale mit 7:4 gegen Noa-Lynn van Leuven durchsetzen konnte. Im Doppel erreichten Byrne und Katie Sheldon das Achtelfinale. Das irische Damenteam errang die Bronzemedaille, nachdem es im Halbfinale gegen die Niederländerinnen ausgeschieden war. Im November gewann Byrne das Irish Classic. Im Finale setzte sie sich mit 5:0 gegen Priscilla Steenbergen durch.

## Titel

### PDC
- Secondary Tour Events
  - PDC Women’s Series
    - PDC Women’s Series 2023: 7
    - PDC Women’s Series 2024: 20

### WDF
- Silber-Turniere
  - Irish Classic: (1) 2024
- WDF Europe Cup
  - Einzel: 2024